# تبت (أرومية)
تبت هي قرية في مقاطعة أرومية، إيران. يقدر عدد سكانها بـ 479 نسمة بحسب إحصاء 2016.